# Biliwerdyna
Biliwerdyna – organiczny związek chemiczny, niebieskozielony barwnik żółciowy zbudowany z dwóch pierścieni pirolowych i dwóch pirolidonowych połączonych mostkami metinowymi =CH-. Produkt reakcji rozpadu pierścienia porfirynowego hemu.
Związek ten powstaje w wątrobie poprzez rozerwanie mostka α-metinowego w grupie hemowej, przy udziale tlenu, NADPH i katalizatora (oksygenazy hemowej). Gady i ptaki wydalają biliwerdynę wraz z kałem, u ssaków następuje jej dalsza redukcja do bilirubiny i dopiero w takiej postaci jest wydalana.
Biliwerdyna jest też przyczyną zielononiebieskiego zabarwienia ości belony.